# Chó Bracco Italia
Chó Bracco Italia (tiếng Anh:Bracco Italiano) là một giống chó được phát triển ở Ý với vai trò chủ yếu là một giống chó săn đa năng.

## Kích thước
Chó Bracco Italia có chiều cao nằm trong khoảng từ 1 foot, 9 inch đến 2 feet, 2 inch và có trọng lượng nằm trong mức từ 15 đến 40kg (33 đến 88 pound).

## Cử động
Các dáng đi khi săn bắn bắt đầu với việc Chó Bracco phi nước đại, nhưng sau đó chậm lại và chạy lon ton với bước dài như một giống chó săn mùi. Các bước chạy lon ton này thường dài và linh động, với rất nhiều bước rộng và tiến triển (cơ thể chúng 'gần như vuông' trong khi thực hiện động tác này). Khi một con chó giống Bracco tiến ngày càng gần đến nới phát xuất mùi, dáng đi chúng chậm lại kèm theo một tiếng rít và chúng nhẹ nhàng hạ mình xuống, với một chân trước thường được giữ ở vị trí giống như các giống chó săn chỉ điểm cổ điển. Chó Bracco Italia có thể được giữ yên (không có chuyển động) hoặc con chó có thể chuyển động cùng với chuyển động của chim - đặc biệt thuận tiện với các loài chim chạy, giống như gà lôi. Mỗi cách đều có thể chấp nhận được ở Ý. Người chỉ huy nên giữ lại được vật thể phát ra mùi chủ yếu của con mồi, tạo điều kiện cho mùi để giống chó này được biết đến. Một giống chó Bracco có thân hình tốt, với một cơ bắp đầy đủ và phát triển bao gồm, là một "động cơ" hấp dẫn và bao phủ diện tích mặt đất lớn.